# Зарогув
Заро́гув (пол. Zarogów) — село в Польше в сельской гмине Мехув Мехувского повета Малопольского воеводства.
Село располагается в 6 км от административного центра повета города Мехув и в 34 км от административного центра воеводства города Краков.
В 1975—1998 годах село входило в состав Келецкого воеводства.